# 윤활관절
윤활관절(활막관절, 활막성관절로도 불림)은 결합된 뼈의 골막과 연속되어 있고 활액 골막 외부 경계를 구성하며 뼈의 관절면을 둘러싸는 섬유성 관절낭으로 뼈나 연골을 연결한다. 움직임이 비교적 자유롭게 일어날 수 있는 관절이다. 이웃한 뼈가 관절 주머니에 둘러싸여 연결되며 그 속은 윤활액이 차 있다. 활액강/관절은 활액으로 채워져 있다. 관절낭은 뼈를 구조적으로 함께 유지하는 섬유막의 외부 층과 윤활막으로 구성된다.